# El Tejar
El Tejar é uma cidade da Guatemala do departamento de Chimaltenango.